# Proto-metal
El Proto-metal  es un subgénero del metal originado a finales de la década de 1960 que da la finalidad de su origen en los primeros grupos y músicos precursores del heavy metal anteriormente a sus inicios, la mayoría de sus músicos son originados de distintos géneros del rock previos como el hard rock, rock ácido, blues-rock, protopunk y el rock psicodélico.
La mayoría de los artistas después de la década de 1960 tuvieron una enorme influencia de los grupos anteriores a la década de 1970 para posteriormente originar el heavy metal gracias a los orígenes del proto-metal.

## Artistas de la escena
Aquí se muestra algunos artistas pertenecientes a la escena del género:
- Attila
- Atomic Rooster
- Bloodrock
- Blue Cheer
- Blues Magoos
- Blue Mountain Eagle
- Captain Beyond
- Cream
- Crow
- Deep Purple
- Edgar Broughton Band
- Frijid Pink
- Golden Earring
- Hawkwind
- Heavy Cruiser
- Iron Butterfly
- James Gang
- Led Zeppelin
- Lucifer's Friend
- May Blitz
- Sir Lord Baltimore
- Steppenwolf
- Taste
- The Doors
- The Groundhogs
- The Gun
- The Jimi Hendrix Experience
- The Stooges
- The Who
- Toad
- UFO
- Uriah Heep
- Uriel
- Vanilla Fudge